# Международная ассоциация по предотвращению самоубийств
Международная ассоциация по предотвращению самоубийств (МАПС)  (англ. International Association for Suicide Prevention, IASP) — международная организация, ставящая своей главной целью предотвращение суицида по всему миру.
Основателями Международной ассоциации по предотвращению самоубийств являются Эрвин Рингел (англ. Erwin Ringel) и Норман Фарбер (англ. Norman Farberow), знакомые по роду своей деятельности со статистическими данными, согласно которым от самоубийств погибает больше людей, чем из-за всех войн и насильственных убийств вместе взятых. Эрвин и Норман решили, что назрела настоятельная необходимость привлечь внимание властей и мировой общественности к проблеме суицида, который уносит ежегодно сотни тысяч жизней, преимущественно молодых людей и в 1960 году учредили Международную ассоциацию по предотвращению самоубийств.
Международная ассоциация по предотвращению самоубийств тесно сотрудничает со Всемирной организацией здравоохранения и призвана предупредить суицидальное поведение. Помимо этого, организация служит своеобразным форумом для стабилизации психического кризиса у людей, находящихся в состоянии стресса. Сотрудники ассоциации оказывают посильную помощь выжившим при попытке суицида, а также людям, так или иначе пострадавшим от суицидального поведения. За полвека своего существования организация накопила бесценный опыт в этой области. В настоящее время Международная ассоциация по предотвращению самоубийств состоит из профессионалов и волонтёров из более чем пятидесяти стран мира. 
По инициативе Международной ассоциации по предотвращению самоубийств под патронажем ВОЗ с 2003 года 10 сентября отмечается ежегодный Всемирный день предотвращения самоубийств.